# P35-11
P35-11 – jedenasty w kolejności amerykański satelita pogodowy tajnej serii Program 35, poprzednika programu DMSP. Wyniesiony na orbitę 18 marca 1965 roku. 
Statek znajdował się na orbicie synchronicznej ze Słońcem. Był stabilizowany obrotowo (12 obr./min).
Na pokładzie statku znajdował się system zobrazowania sytuacji meteorologicznej w postaci kamery telewizyjnej typu Vidicon (ogniskowa 12,5 mm, rozdzielczość 5,5-7,5 km) i radiometru podczerwonego do pomiaru zawartości pary wodnej w atmosferze.
Główna stacja odbioru danych znajdowała się w pobliżu bazy sił powietrznych Loring. Dane były opracowywane przez Air Weather Service's Air Force Global Weather Central w bazie sił powietrznych Offut AFB, w stanie Nebraska.
Satelita spłonął w górnych warstwach atmosfery 31 grudnia 1989 roku.